# エナシヒゴクサ
エナシヒゴクサ Carex aphanolepis Franch. et Sav. 1878. はカヤツリグサ科スゲ属の植物の1つ。ヒゴクサに似ているが小穂に柄がなくて垂れない。

## 特徴
多年生の草本。地下に長い匍匐枝を多数出すもので、大きな株を作ることはなく、茎葉は小さな纏まりを作ってまばらに生じる。花茎の丈は20-40センチメートル。葉は鮮緑色で葉幅は2-4センチメートル、長さは花茎より長くなる。基部の鞘は淡褐色をしている。
花期は5-7月。花茎はややざらつきがある。花序は頂生の雄小穂が1個と、側生の雌小穂が1-3個からなる。小穂の基部にある苞は葉身部は葉状に発達し、あるいは針状となっており、鞘はない。雄性の頂小穂は線柱形で長さは1.5-2.5センチメートルあり、短い柄がある。雄花鱗片は褐色を帯びており、先端は鈍く尖る。雌性の側小穂は短い柱状で長さは1-2センチメートルで柄はない。あるいはきわめて短い。下方のものは互いに離れて着く傾向がある。側小穂はほぼ直立する。雌花鱗片は蒼白色で、先端は尖るか短い芒として突き出している。鱗片は果胞より短い。果胞は卵形で長さ3-3.5ミリメートル、幅2.4-2.7ミリメートル、稜の間に5-7本の脈があり、滑らか。先端部は長さ0.5-0.8ミリメートルのやや短い嘴となっており、口部には2本の歯状突起がある。痩果は果胞に緩く包まれ、広卵形で長さ2ミメートル。柱頭は3つに裂ける。また柱頭は脱落しやすい。
和名は柄無しヒゴクサで、ヒゴクサに似るが小穂に柄がないことによる。

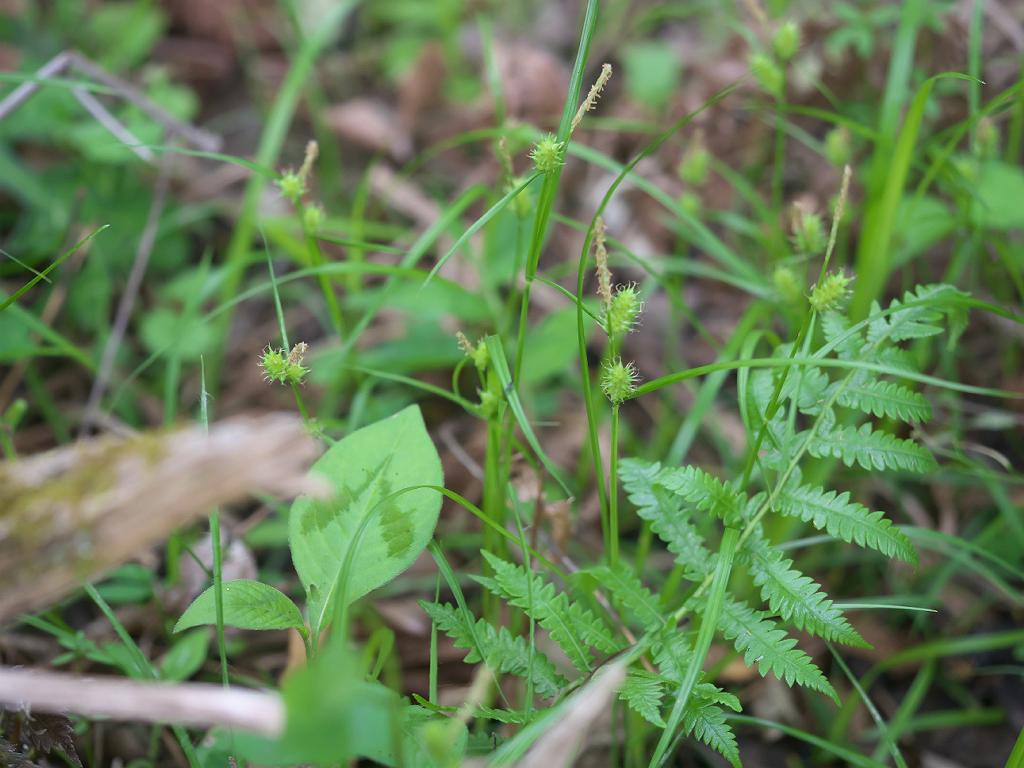
生育の様子
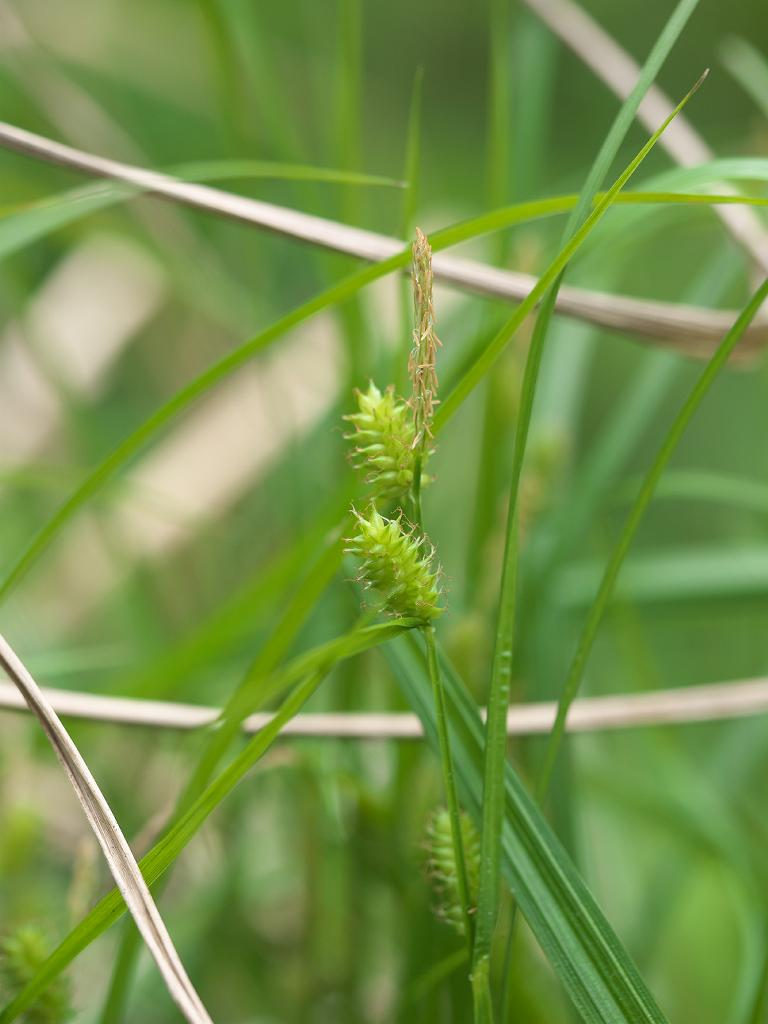
花序
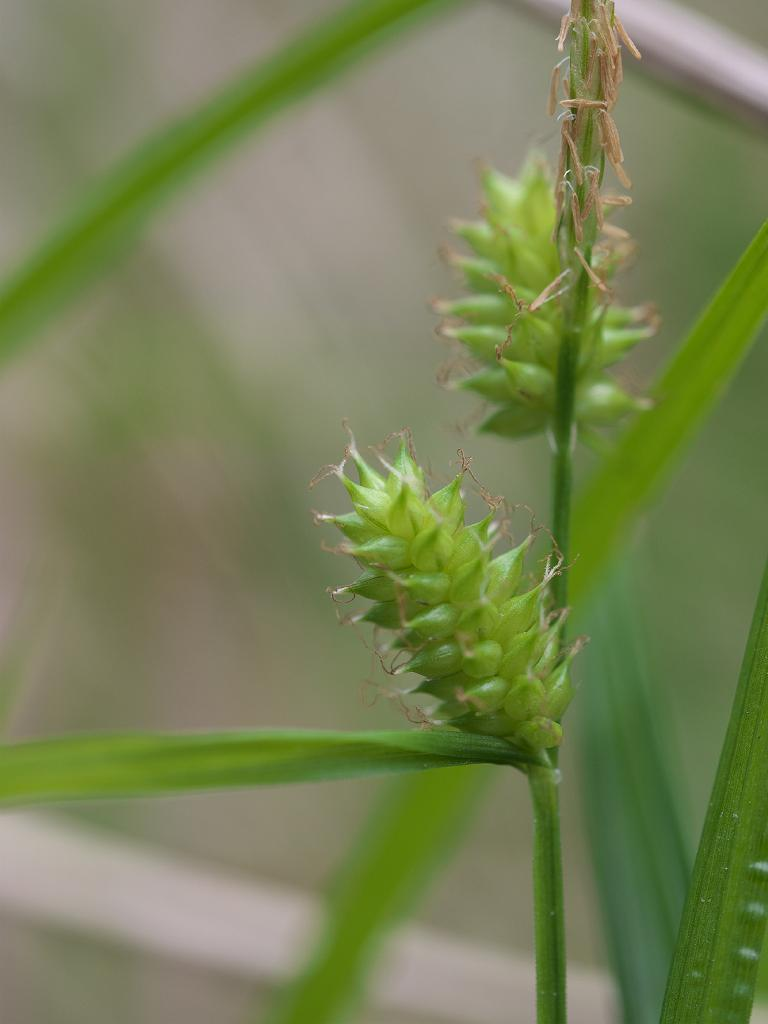
花序先端付近の拡大像

## 分布と生育環境
日本では北海道から本州、四国、九州と対馬に分布し、国外では朝鮮から知られている。
路傍、草原、林床に生える。低山地の林縁や半日陰、湿地に見られる。

## 分類、類似種など
頂小穂は雄性、側小穂は雌性で、苞に鞘がなく、果胞は小型で乾燥しても緑色、柱頭は3裂し、また匍匐枝があると言った特徴から勝山(2015)は本種をヒメシラスゲ節 Sect. Molliculae に含めている。この節には日本に7種ほどが知られるが、シラスゲ C. alopecuroides などは本種よりずっと大きく（草丈は70センチメートルまで、側小穂の長さ6センチメートルまで）、ヒメシラスゲ C. mollicula は本種よりやや小さく、また小穂が花茎の先端に集まる点で見分けられる。
その点で最もよく似ているのは名前の上でも似ているヒゴクサ C. japonica である。この種は草丈や小穂の大きさなどでもよく似ており、また分布もほぼ重なっており、生育環境も似ていて、時として入り交じって出現することもある。ただし本種の方が個体数は少ないという。区別点としてはヒゴクサでは側小穂の細い柄があり、特に下部のものは垂れ下がって下向きになるのに対して本種では柄がなくて上を向いている。また果胞の嘴がヒゴクサでは長く突き出し、その先端から出る柱頭は花後にも長く残るのに対して、本種では果胞の嘴はそれほど長くなく、また柱頭も落ちやすく、それほど目立たない点でも区別出来る。またスゲ属では同定の判断は果実の成熟時、というのが定石であるが、ヒゴクサは花時の柱頭が長くて白くてよく目立ち、そのために専門の図鑑でもこの時期の写真を掲載する例があるのだが、本種ではそれもヒゴクサほどには目立たないという。

## 保護の状況
環境省のレッドデータブックには指定はないが、府県別では京都府と鹿児島県で絶滅危惧I類の指定がある。京都府では元々の確認例が少ないこと、それに目立たないので開発等で希少種と気付かれないままに犠牲になるケースがある可能性が示唆されている。鹿児島県は分布の南限に当たるが、京都府はそのような意味もなく、また近隣の府県でも指定がなく、なかなかに意味不明である。